# 234 (nombre)
Cet article concerne le nombre 234. Pour l'année, voir 234.
234 (deux cent trente-quatre) est l'entier naturel qui suit 233 et qui précède 235.

## En mathématiques
deux cent trente-quatre est :
- un nombre Harshad,
- un nombre nontotient.

## Dans d'autres domaines
deux cent trente-quatre est aussi :
- Années historiques : -234, 234